# 朱舜水

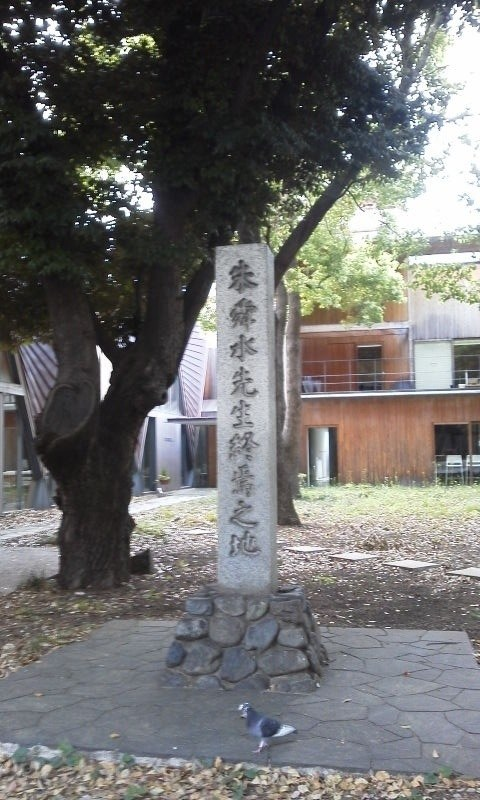
東京大学農學院正門立的「朱舜水先生終焉之地」之碑

朱之瑜（1600年11月17日—1682年5月24日），字鲁璵，號舜水，浙江餘姚人，寄籍松江。明朝思想家、文学家、史学家。其號舜水為余姚江古称，朱於移民日本後所起，以示不忘故国故土之情（「舜水者，敝邑之水名也。」）。死後，德川光國私諡文恭。
朱舜水力圖反清復明，在清初曾参加抗清活动，也曾助郑成功北伐；南明灭亡后，他不愿降清，遂东渡日本。於日本受水戶藩藩主德川光圀（水戶黃門）器重，其遺臣性格與儒家思想，讓德川光圀深感未有异族统治且天皇萬世一系的「小中華日本」方是中華思想的正統繼承者，遂奮發編纂《大日本史》以揚正統，導致尊王攘夷思想之催生。朱舜水更對水戶學擁有不可磨滅之影響。

## 生平
萬曆二十八年（1600年）11月17日，朱舜水生於餘姚。九歲喪父。崇祯十一年（1638年）恩贡生。崇禎十七年（1644年）甲申之變，李自成陷北京，崇禎帝自縊殉國。隨即清兵入關，又攻殺李自成。朝廷屢次征召朱舜水，其皆不就，仍在華南奔走抗清。隆武二年（1646年），逃奔安南（今越南）。永曆十一年（1657年），暫居安南的朱舜水想返華抗清，被人舉薦做官，進見安南國國王，但朱舜水誓死不肯向國王跪拜，被羈押達五十多天方獲釋回國。朱舜水爲了反清的資金來往貿易與華南、日本、越南，用以支持南明魯王朱以海和台湾的鄭成功，還參加了永曆十三年（1659年）7月的南京攻略戰。
南京攻略戰失敗之後，朱舜水作爲鄭成功的使者向實行鎖国政策的日本求援，萬治二年（1659年）冬來到日本長崎。万治三年（1660年）在筑後国（今福岡縣南部）柳川藩學者安東省菴的幫助下定居日本。明末清初，有很多明朝文人爲避戰禍來到日本，當時日本的大名家收用他們作爲自己的幕僚。寬文五年（1665年）6月常陸国（今茨城縣）水戶藩藩主德川光圀派彰考館小宅處齋拜訪朱舜水，接受邀請後，於同年7月抵達江戶。
德川光圀對朱舜水敬愛有加，而朱舜水也對水戶學產生很大影響、德川光圀就任藩主之際朱舜水也隨同前往水戶市；他與同為德川光圀編撰《大日本史》的安積澹泊、木下道順和山鹿素行等結為好友，並在日本傳播漢學。

### 逝世
天和二年四月十七日（1682年5月24日），朱舜水在江戶病逝，享壽八十二歲。身後，德川光圀派人整理了他的遺稿，日本正德五年（1715年）刊行了《舜水先生文集》全28卷。東京大學農學院内至今立有“朱舜水先生終焉之地”（朱舜水先生臨終之地）的石碑。

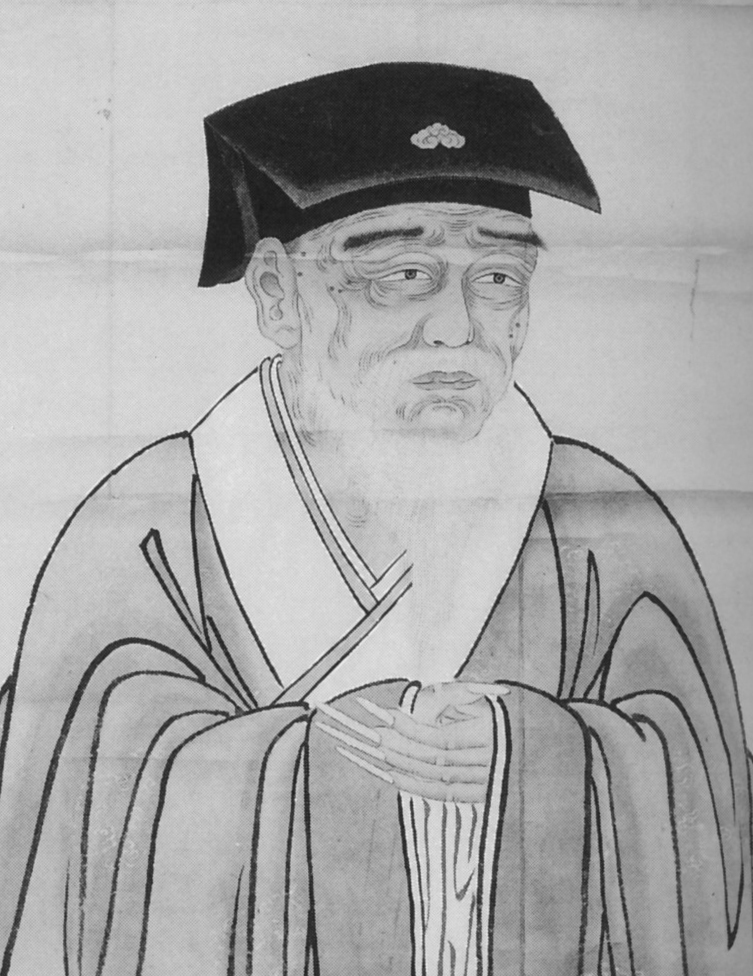
朱舜水像，1872年 ，草川重遠绘

朱舜水之墓在歷代水戶藩主的墓地瑞龍山（位於茨城县常陸太田市）。爲了紀念他不忘故國，墓特地建為明朝式樣。
1914年，湯壽潛、張謇等人于杭州建祠紀念。

## 家庭
- 祖父朱孔孟
  - 父朱正，萬曆三十一年舉人
  - 母金氏

- 長兄朱啟明：武進士，南京神武營總兵

- 葉氏
  - 長子朱大成
  - 次子朱大咸

- 陳氏
  - 女朱高

## 著作
- 《安南供役纪事》
- 《阳久述略》
- 《释奠仪注》

## 延伸閱讀
[在维基数据编辑]
 在维基文库阅读此作者作品（ 在维基共享资源阅览影像）
 《清史稿/卷500》，出自趙爾巽《清史稿》
- 錢明：〈朱舜水与明末思想 （页面存档备份，存于）〉。
- 錢明：〈朱舜水肖像画的形成过程及其思想史意义 （页面存档备份，存于）〉。
- 錢明：〈明末浙江大儒朱舜水流寓日本后的主动在地化 （页面存档备份，存于）〉。
- 錢明：〈舜水学的意蕴与近世中日关系的反思 （页面存档备份，存于）〉。
- 錢明：〈舜水学与东亚学 （页面存档备份，存于）〉。
- 荒木龙太郎等：〈朱舜水与明末思想 （页面存档备份，存于）〉。
- 林敏洁：〈论朱舜水对日本社会及文化的影响 （页面存档备份，存于）〉。